# Legion of Boom
| Совокупная оценка    | Совокупная оценка |
| Источник             | Оценка            |
| -------------------- | ----------------- |
| Metacritic           | (58/100)          |
| Оценки критиков      |                   |
| Источник             | Оценка            |
| Allmusic             | [ 3 ]             |
| Alternative Press    | [ 2 ]             |
| Blender              | [ 2 ]             |
| Chicago Tribune      | (positive)        |
| E! Online            | B                 |
| Entertainment Weekly | B−                |
| Los Angeles Times    | [ 6 ]             |
| PopMatters           | [ 2 ] [ 7 ]       |
| Rolling Stone        | [ 8 ]             |
| Spin                 | (5/10)            |

Legion of Boom — третий студийный альбом американского электронного дуэта The Crystal Method, вышедший 13 января 2004 года. Звучание альбома отличается от других работ группы и содержит влияния рок-музыки.

## Об альбоме
В записи Legion of Boom помимо The Crystal Method принимали участие актриса Мила Йовович, вокалист Kyuss Джон Гарсия, гитарист Limp Bizkit Уэс Борланд и битбоксер Rahzel.
Укороченный вариант композиции «Born Too Slow» вошёл в саундтрек к компьютерным играм Need for Speed: Underground и Donkey Konga 2. Песня «I Know It’s You» была использована в пилотном эпизоде сериала «4исла». Кроме того, композиция «Bound Too Long» вошла в саундтрек к фильму «Оборотни», а «Starting Over» была использована в фильме «Лара Крофт: Расхитительница гробниц. Колыбель жизни» и сериалах «Шпионка» и «C.S.I.: Место преступления». Альтернативная версия песни «Weapons of Mass Distortion», переименованная в «Weapons of Mad Distortion», была использована в фильме «Блэйд 3: Троица».
В 2005 году Legion of Boom был номинирован на премию «Грэмми» в категории «Лучший электронный/танцевальный альбом», однако уступил альбому Kish Kash группы Basement Jaxx.

## Список композиций
1. «Starting Over» — 4:01
2. «Born Too Slow» — 2:59
3. «True Grit» — 5:06
4. «The American Way» — 4:26
5. «I Know It’s You» — 5:48
6. «Realizer» — 3:48
7. «Broken Glass» — 3:55
8. «Weapons of Mass Distortion» — 4:50
9. «Bound Too Long» — 6:23
10. «Acetone» — 5:15
11. «High and Low» — 5:23
12. «Wide Open» — 7:23
13. «Born Too Slow» (EK’s Spider in the Corner Alt. Dub) — 6:15 (Бонус-трек)
14. «Born Too Slow» (Deepsky’s Green Absinthe Dub) — 8:20 (Бонус-трек)

## Позиции в чартах
| Чарт (2004)           | Высшая позиция |
| --------------------- | -------------- |
| Top Electronic Albums | 1              |